# Sideroxylon jubilla
Sideroxylon jubilla är en tvåhjärtbladig växtart som först beskrevs av Erik Leonard Ekman och Ignatz Urban, och fick sitt nu gällande namn av Terence Dale Pennington. Sideroxylon jubilla ingår i släktet Sideroxylon och familjen Sapotaceae. IUCN kategoriserar arten globalt som sårbar. Inga underarter finns listade i Catalogue of Life.